# Kennard (Texas)
Kennard è un centro abitato degli Stati Uniti d'America situato nella contea di Houston dello Stato del Texas.
La popolazione era di 337 persone al censimento del 2010.

## Geografia fisica
Kennard è situata a 31°21′21″N 95°11′07″W (31.355866, -95.185384).
Secondo lo United States Census Bureau, ha un'area totale di 1,3 miglia quadrate (3,4 km²).

## Società

### Evoluzione demografica
Secondo il censimento del 2000, c'erano 317 persone, 123 nuclei familiari e 83 famiglie residenti nella città. La densità di popolazione era di 250,5 persone per miglio quadrato (96,4/km²). C'erano 159 unità abitative a una densità media di 125,7 per miglio quadrato (48,3/km²). La composizione etnica della città era formata dal 74,45% di bianchi, il 21,77% di afroamericani, lo 0,95% di asiatici, l'1,58% di altre razze, e l'1,26% di due o più etnie. Ispanici o latinos di qualunque razza erano il 2,84% della popolazione.
C'erano 123 nuclei familiari di cui il 30,9% aveva figli di età inferiore ai 18 anni, il 48,0% aveva coppie sposate conviventi, il 13,0% aveva un capofamiglia femmina senza marito, e il 32,5% erano non-famiglie. Il 30,1% di tutti i nuclei familiari erano individuali e il 13,8% aveva componenti con un'età di 65 anni o più che vivevano da soli. Il numero di componenti medio di un nucleo familiare era di 2,58 e quello di una famiglia era di 3,17.
La popolazione era composta dal 28,4% di persone sotto i 18 anni, il 12,0% di persone dai 18 ai 24 anni, il 25,2% di persone dai 25 ai 44 anni, il 22,7% di persone dai 45 ai 64 anni, e l'11,7% di persone di 65 anni o più. L'età media era di 33 anni. Per ogni 100 femmine c'erano 93,3 maschi. Per ogni 100 femmine dai 18 anni in giù, c'erano 94,0 maschi.
Il reddito medio di un nucleo familiare era di 28.125 dollari e quello di una famiglia era di 37.917 dollari. I maschi avevano un reddito medio di 24.722 dollari contro i 25.625 dollari delle femmine. Il reddito pro capite era di 19.354 dollari. Circa il 16,4% delle famiglie e il 24,3% della popolazione erano sotto la soglia di povertà, incluso il 39,7% di persone sotto i 18 anni e il 23,7% di persone di 65 anni o più.